# Juan Ignacio Pérez
Pour les articles homonymes, voir Juan Pérez et Pérez.
Pérez  Martín est un nom espagnol. Le premier nom de famille, en général paternel, est Pérez ; le second, en général maternel, souvent omis, est Martín.
Juan Ignacio Pérez Martín, aussi appelé Nacho Pérez (né le 3 janvier 1990 à Navaluenga), est un coureur cycliste espagnol.

## Biographie
Au mois de mars 2015, il signe un contrat en faveur de l'équipe continentale portugaise W52-FC Porto.

## Palmarès
- 2009
  - 3e du Pentekostes Saria
- 2012
  - 3e de l'Aiztondo Klasica
- 2013
  - 1re étape du Tour des comarques de Lugo
- 2014
  - Grand Prix Macario
  - Dorletako Ama Saria
  - 4e étape du Tour de Tolède
  - 2e du Tour de León
  - 2e du Premio Nuestra Señora de Oro
  - 2e du Tour de Cantabrie
  - 2e de la Prueba Alsasua
  - 3e de l'Aiztondo Klasica
  - 3e du Trofeo San Juan y San Pedro
- 2015
  - 2e du Trofeo Olías Industrial
  - 3e de l'Aiztondo Klasica
- 2016
  - 2e étape du Grand Prix Abimota
  - Troféu Concelhio de Azeméis

## Classements mondiaux
| Année           | 2016 |
| --------------- | ---- |
| UCI Europe Tour | 974e |